# Макдоно, Алекса
Алекса Макдоно (англ. Alexa Ann Shaw McDonough; урождённая Алекса Шоу, 11 августа 1944 — 15 января 2022) — глава Новой демократической партии Канады в 1995—2003 годы, член парламента Канады в 1997—2008 годы. Первая женщина, ставшая лидером крупной политической партии (Новой демократической партии Новой Шотландии в 1980 году) в стране. Офицер ордена Канады.

## Биография
В 1965 году Алекса Макдоно получила степень бакалавра в области социологии и психологии в Университете Дэлхаузи.
16 ноября 1980 года Макдоно была избрана лидером Новой демократической партии Новой Шотландии. Многие годы с 1981 по 1994 год она была членом законодательного собрания провинции. В 1994 году Макдоно ушла из законодательного собрания, чтобы заниматься делами партии на федеральном уровне, став главой партии в 1995 году. На выборах 1997 года она получила место в парламенте страны, став первым представителем своей партии от Новой Шотландии в парламенте. В 2003 году Макдона покинула пост главы партии, но оставалась в парламенте страны до 2008 года.
Алекса Макдона была профессором социологии и общественного развития, занималась исследованиями в области социальной политики. Во время своей политической карьеры она принимала участие в работе профессиональных союзов, организаций по защите прав человека. В декабре 2009 года Алекса Макдона стала офицером ордена Канады со следующей формулировкой: «her pioneering contributions as a politician, and for her lifelong commitment to progressive change and social activism».
Умерла 15 января 2022 года.